# Barybrotes indus
Barybrotes indus is een pissebed uit de familie Barybrotidae. De wetenschappelijke naam van de soort is voor het eerst geldig gepubliceerd in 1879 door Schioedte & Meinert.